# پاسکال روبر (هنرپیشه)
پاسکال روبر (فرانسوی: Pascale Roberts‎؛ زادهٔ ۲۱ اکتبر ۱۹۳۰ – درگذشته ۲۶ اکتبر ۲۰۱۹) بازیگر اهل فرانسه بود.
از فیلم‌ها یا برنامه‌های تلویزیونی که وی در آنها نقش داشته‌است می‌توان به حادثه‌ای در ترن، وقتی زنی دخالت می‌کند، پنج مایل مانده به نیمه‌شب، سه مرد برای کشتن، جشن غیرمنتظره، سه، دوستان، آرسن لوپن، برای پنهان کردن یک پلیس، انتقام تفنگداران و مادام دو باری اشاره کرد.